# Quốc lộ 49
Quốc lộ 49  là con đường giao thông đường bộ cấp quốc gia. Dài 97,5 km. Tuyến đường này nằm trong thành phố Huế. Điểm đầu là giao cắt với Quốc lộ 49B tại Bến xe Thuận An. Điểm cuối là giao cắt với Đường Hồ Chí Minh (Quốc lộ 14).